# IEEE 802.11ad
IEEE 802.11ad (auch Wireless Gigabit oder Multiple Gigabit Wireless Systems, MGWS) ist ein Standard für drahtlose Netzwerke. Im Gegensatz zum klassischen WLAN beträgt die Reichweite der Millimeterwellen mit kleinen Antennen nur wenige Meter und durchdringt keine Hindernisse. Aufgrund der hohen Bandbreite wird eine große Datenrate von einigen Gigabit pro Sekunde erreicht, über die z. B. ein unkomprimiertes Video übertragen werden kann. Derzeit haben solche Videos eine 4K-Auflösung (Ultra-HD: 3840 × 2160 Pixel), und der Trend geht zu höheren Bildfrequenzen von z. B. 48 Bildern pro Sekunde.

## Frequenzen und Kanäle
Das 60-GHz-Band erstreckt sich von 57 bis 66 GHz und wird über ein Kanalraster von 2160 MHz in vier Kanäle mit einer Bandbreite von 1760 MHz unterteilt.
| Kanal | Mittenfrequenz |
| ----- | -------------- |
| 1     | 58,32 GHz      |
| 2     | 60,48 GHz      |
| 3     | 62,64 GHz      |
| 4     | 64,8 GHz       |

Die Frequenzpläne schränken die Nutzung teilweise deutlich ein, erlauben aber die lizenzfreie Nutzung.
Je nach Region ist die Nutzung mancher Kanäle nicht möglich.
| Region     | untere Frequenz | obere Frequenz | nutzbare Kanäle |
| ---------- | --------------- | -------------- | --------------- |
| USA        | 57,0 GHz        | 71,0 GHz       | 1, 2, 3, 4      |
| Kanada     | 57,0 GHz        | 64,0 GHz       | 1, 2, 3         |
| Südkorea   | 57,0 GHz        | 64,0 GHz       | 1, 2, 3         |
| EU         | 57,0 GHz        | 66,0 GHz       | 1, 2, 3, 4      |
| Japan      | 57,0 GHz        | 66,0 GHz       | 1, 2, 3, 4      |
| Australien | 59,4 GHz        | 62,9 GHz       | 2               |
| China      | 59,0 GHz        | 64,0 GHz       | 2, 3            |
| Singapur   | 57,0 GHz        | 66,0 GHz       | 1, 2, 3, 4      |